# Suore maestre cattoliche del Sacro Cuore
Le Suore Maestre Cattoliche del Sacro Cuore (in spagnolo Hermanas Maestras Católicas del Sagrado Corazón; sigla M.C.S.C.) sono un istituto religioso femminile di diritto pontificio.

## Storia
La congregazione fu fondata il 28 gennaio 1929 ad Aguascalientes, in Messico, da José de Jesús López y González, vescovo del luogo, con l'aiuto di Irene Huerta Sandoval, in religione Maria Assunta del Divin Maestro.
Prima di essere innalzato all'episcopato, da sacerdote, López y González era stato nominato dal vescovo Ignacio Valdespino y Díaz assistente delle scuole primarie diocesane, aperte per l'educazione dei bambini poveri e dirette da laiche: divenuto vescovo, maturò la decisione di sopperire alle necessità e deficienze di quelle scuole istituendo una nuova congregazione di religiose insegnanti.
L'istituto ricevette il pontificio decreto di lode il 18 aprile 1972.

## Attività e diffusione
Le suore si dedicano all'educazione cristiana della gioventù.
Oltre che in Messico, sono presenti ad Haiti, in Perù e negli Stati Uniti d'America; la sede generalizia è a Aguascalientes.
Alla fine del 2015 l'istituto contava 180 religiose in 32 case.